# Кирил Антонов
Кирил Иванов Антонов е български политик от БКП.

## Биография
Роден е на 15 април 1933 г. в малешевското село Цапарево. В гимназията е бил секретар на ДСНМ. През 1961 г. става член на БКП. Завършва инженерство във Висшия машинно-електротехнически институт в София. В университета е член на бюрото на ДКМС. През 1957 г. започва работа като механик в ДМП „Пирин“ в село Брежани. След това преминава през длъжностите главен конструктор и началник на отдел. От 1965 до 1971 г. е директор на Завода за измервателни уреди в Благоевград. Бил е председател на Окръжния съвет на Научно-техническите дружества в града. Между 1971 и 1977 г. е секретар на Окръжния комитет на БКП в Благоевград, отговарящ за промишлено-стопанските въпроси. От 1977 до 1980 г. е заместник-министър на строителството и строителните материали. От 1980 г. е председател на Изпълнителния комитет на Окръжния народен съвет (областен управител). Членува в Бюрото на Окръжния комитет на БКП в Благоевград. От 4 април 1981 до 5 април 1986 г. е кандидат-член на ЦК на БКП.